# Vellachtalbahn
La Vellachtalbahn era una linea ferroviaria della lunghezza di 17,5 km a scartamento bosniaco (760 mm) della Carinzia, in Austria, delle ÖBB; venne dismessa nel 1971.

## Storia
Dopo il completamento della ferrovia della Carinzia, venne deciso di collegare anche alcune aree interne alla ferrovia principale. Nel 1894 venne rilasciata una prima concessione a scartamento ridotto per un collegamento ferroviario dall'area Völkermarkt/Kühnsdorf, nella valle del Vellach, (Vellachtal) verso sud e un'altra in direzione nord e Brückl. La concessione definitiva fu però quella del 1900 per una linea, sempre a scartamento ridotto, tra Kühnsdorf e Eisenkappel.
Nel 1901 veniva fondata la Aktiengesellschaft Kühnsdorf Eisenkappel e iniziati i lavori.
I 17,5 km di linea vennero inaugurati il 5 ottobre 1902. La gestione iniziale fu delle imperial regie Ferrovie dello Stato austriaco ma il 5 maggio 1903 venne trasferita alla Südbahn. Il progetto del percorso verso nord non ebbe seguito per motivi economici.
L'esercizio venne svolto all'inizio con due locotender kkStB tipo T. Il traffico passeggeri fu piuttosto modesto ma il trasporto di merci agricole, principalmente dell'area Eisenkappel-Rechberg, e quello di una segheria di Eisenkappel fu sempre notevole.
Nella prima guerra mondiale una delle due locomotive venne requisita per esigenze belliche; in sostituzione dopo la guerra venne assegnata una Locomotiva kkStB Gruppo U.
Nel 1931 la ferrovia divenne di proprietà delle Ferrovie Federali Austriache.
Nel corso della seconda guerra mondiale due locomotive della serie Saxon VI K erano di stanza alla Vellachtalbahn. Dopo la guerra la ormai decrepita locomotiva T venne sostituita da alcune locomotive ex feldbahn, classificate serie ÖBB Serie 699.
La crescente concorrenza dei trasporti su strada nel dopoguerra portò a un costante calo del traffico passeggeri. Il 16 gennaio 1965 un treno deragliò a Rechberg urtando contro la neve a seguito di una valanga. L'innocuo incidente fu preso come occasione per chiudere al trasporto di passeggeri l'intero percorso e la sezione Rechberg - Eisenkappel venne completamente dismessa e smantellata nel 1968.
Il trasporto di merci fino a Rechberg continuò in particolare per il trasporto di cloro per la fabbrica di cellulosa che non poteva inizialmente essere effettuato su strada per ragioni di sicurezza; ciò garantì l'esistenza della ferrovia per alcuni anni anche se non venne fatto alcun investimento per manutenzione e la velocità massima si ridusse a 10 km/h. Nel 1971, in seguito all'ampliamento della strada, i trasporti per la fabbrica di cellulosa vennero trasferiti su autocarri e il traffico ferroviario cessò completamente.
La Vellachtalbahn fu la prima linea a scartamento ridotto delle ÖBB completamente dismessa. Alcuni tentativi di mantenimento come ferrovia storica fatti dall'associazione Amici della Ferrovia della Carinzia fallirono. La locomotiva 699.103 ancora efficiente, rimasta l'unica in possesso delle Ferrovie Federali Austriache venne trasferita per treni merci sulla Steyrtalbahn.

## Percorso
|  | Unknown route-map component "STR+l" | Unknown route-map component "CONTfq" |

|  | Station on track | Unknown route-map component "exKBHFa" |

| Unknown route-map component "CONTgq" | One way rightward | Unknown route-map component "exSTR" |

|  |  | Unknown route-map component "exBHF" |

|  |  | Unknown route-map component "exBHF" |

|  |  | Unknown route-map component "exBHF" |

|  |  | Unknown route-map component "exBHF" |

|  |  | Unknown route-map component "exBHF" |

|  |  | Unknown route-map component "exKBHFe" |